# Heggadathihalli, Kunigal
Heggadathihalli là một làng thuộc tehsil Kunigal, huyện Tumkur, bang Karnataka, Ấn Độ.